# Патриот (роман)
«Патриот» —  роман российского писателя-реалиста Андрея Рубанова, опубликованный весной 2017 года издательством «АСТ».
Действие «Патриота» происходит в Москве наши дни: в разгар экономического кризиса на фоне обострения российско-украинских отношений и вооруженных действий на юго-востоке Украины.

## Сюжет
Супермаркет бизнесмена Сергея Знаева «Готовься к войне» торгует телогрейками и готовится к краху. Сам Знаев плотно сидит на препаратах против воспаления лицевого нерва, тонет в долгах и однажды узнает, что у него есть шестнадцатилетний внебрачный сын Сергей – плод давнего и забытого романа с некой Вероникой. Знаев-старший признает вновь обретенного ребенка, находит его хорошим парнем и поддерживает контакт с его матерью.
В то же время на бизнесмена серьезно давят конкурент Григорий Молнин и кредитор Женя Плоцкий: первый хочет выкупить или «отжать» супермаркет «Готовься к войне», а второй требует вернуть старый долг. Под натиском этих проблем Сергей Знаев задумывается о том, чтобы поехать воевать на стороне сепаратистов на Донбасс. Знакомые Знаева-старшего отговаривают его от боевой поездки, однако бизнесмен даже встречается с людьми, которые могут отправить его воевать. Но они также пытаются отговорить Сергея.
Знаева начинают мучить галлюцинации из-за смешивания таблеток и алкоголя: привидившийся черт чуть было не заставляет бизнесмена покончить с собой. В плату долга Плоцкому Знаев продает квартиру и соглашается на сделку с Молниным. Перед самым отъездом Сергей оставляет крупную сумму внебрачному сыну, а ребенок от бывшей жены Виталий от денег отказывается.
Знаев-старший улетает из Москвы, но не на Украину, а в Лос-Анджелес. Там он живет беззаботной жизнью и катается на доске для серфинга. Во время одного из ночных заплывов Сергея уносит в открытый океан, где он постепенно теряет силы. Полиция обнаруживает его пропажу лишь через несколько дней, однако ни доски, ни тела Знаева найти не удается.

## О романе
Роман «Патриот» прервал пятилетнее творческое «молчание» автора: 9 апреля 2017 года Андрей Рубанов презентовал книгу в Московском Доме книги на Арбате и ответил на интересующие публику вопросы. Больше всего его спрашивали о связи «Готовься к войне!» и «Патриота»: по словам автора, книга является лишь формальным продолжением романа «Готовься к войне!», который был выпущен в 2009 году. Он рассказывал о бизнесмене Сергее Знаеве, закрывшем свой банк и решившем основать супермаркет, название которого вынесено в заглавие романа.

Это продолжение только формально, это – два самостоятельных произведения. Главный герой – хотя он один и тот же – но поскольку он повзрослел и обстоятельства его жизни изменились, он изменился тоже. Этот герой – он очень такой витальный, очень энергичный, он всё время бережёт своё время, он одержим идеей самореализации, он не хочет, чтобы его время проходило зря. Он быстрый человек, ругающий медленный мир вокруг него, который слишком медленно крутится. Таким он был в первой книге, он был победителем. Здесь у него ничего не получается, он находится в состоянии спада, у него кризис. Разница между ними достаточно велика… Фактически в десять лет"
.

«Патриот» опубликован в печатном и электронном виде, также доступна аудиокнига.

## Критика
Литературный критик Константин Мильчин пишет, что в своем романе Андрей Рубанов создает «образ обычного русского супермена».

Но, главное, ему удалось создать своего собственного персонажа, свое альтер эго, обычного русского супермена. Этот герой мрачен, начитан, владеет единоборствами, он джентльмен, пьет как кинозвезда, лихо водит тачку, может разрулить и с профессорами, и с ментами, и с бандитами. Этот герой немногословен, потому что слова бесполезны. Если уж герой открывает рот, то он не говорит, а рычит. Он реально супермен, только все это зря. Герой Рубанова всегда проигрывает».

Галина Юзефович: «Не каждый день удается так остро почувствовать свою принадлежность к чему-то большому и нестыдному — и уже за одно это писателю Рубанову стоит быть благодарным».

Известная формула «лихие девяностые» сформировала у всей страны отношение к этому времени как к тяжкой године, которую надо было просто перетерпеть, продержаться — в ожидании тучных и спокойных путинских лет. Рубанов при помощи какой-то словесной алхимии на место этой депрессивной картины проецирует другую, куда более радостную: девяностые — не «лихие», а злые и веселые, и люди, их пережившие, не смиренные терпилы, но победители, в конечном итоге взявшие верх над всем — над собой, над страной, над временем и обстоятельствами. И хотя в конце концов герои Рубанова неизменно терпят поражение, впадают в паранойю, спиваются, садятся в тюрьму, все теряют или, как Сергей Знаев, просто исчезают без следа, на сладкое и пьянящее чувство поколенческой общности, возникающее по результатам чтения, это практически не влияет».

12 октября 2017 года роман «Патриот» был удостоен премии «Ясная Поляна» в номинации «Современная русская проза». Вручал диплом и награду автору Федор Бондарчук, зачитав перед этим со сцены в Бетховенском зале Большого театра отрывок романа. Андрей Рубанов благодарил жену и издателя Елену Шубину:

Я очень растроган. Я несколько раз в интервью сравнивал русскую литературу с русским балетом. И то и другое сейчас признано в мире, и то и другое существует благодаря узкому кругу ценителей.Очень тронут, до слез, это все чрезвычайно большой сюрприз, большое спасибо, что высоко оценили»
.

## Интересные факты
- В супермаркете главного героя романа стоит манекен «Патриот» в военной амуниции, давший название книге.
- В романе упоминается писатель Захар Прилепин: главный  герой «Патриота» посещает премию GQ «Человек года», одним из лауреатов которой становится Прилепин.